# Coppa Anglo-Italiana 1994-1995
La Coppa Anglo-Italiana 1994-1995 (in inglese Anglo-Italian Inter-League Clubs Competition 1994-1995) fu la 18ª edizione del torneo. Detentore del trofeo è il Brescia. Le squadre partecipanti furono 16 (8 italiane e 8 inglesi). Il trofeo fu vinto dal Notts County.

## Formula
Alla competizione parteciparono 8 squadre italiane di Serie B e 8 squadre inglesi della First Division. 
Per l'Italia ebbero accesso alla competizione le 4 squadre retrocesse dalla Serie A 1993-1994 più la 5ª, la 6ª, la 7ª e l'8ª classificata della Serie B 1993-1994. 
La fase eliminatoria era composta da 2 gironi con 4 squadre inglesi e 4 squadre italiane ciascuno.
Da ciascun girone si qualificarono alle semifinali la migliore squadra inglese e la migliore squadra italiana.
Nelle semifinali s'incontrarono le 2 italiane da una parte e le 2 inglesi dall'altra, con gare di andata e ritorno, decretando le finaliste.
La finale si disputò in gara unica al Wembley Stadium di Londra.

## Fase eliminatoria a gironi

### Girone A
| Squadra          | P.ti | G | V | N | P | GF | GS | DR |
| ---------------- | ---- | - | - | - | - | -- | -- | -- |
| 1. Ascoli        | 10   | 4 | 3 | 1 | 0 | 6  | 2  | +4 |
| 2. Atalanta      | 8    | 4 | 2 | 2 | 0 | 6  | 2  | +4 |
| 3. Venezia       | 8    | 4 | 2 | 2 | 0 | 8  | 6  | +2 |
| 4. Notts County  | 6    | 4 | 1 | 3 | 0 | 6  | 5  | +1 |
| 5. Wolverhampton | 4    | 4 | 1 | 1 | 2 | 3  | 4  | -1 |
| 6. Lecce         | 3    | 4 | 1 | 0 | 3 | 4  | 5  | -1 |
| 7. Swindon Town  | 3    | 4 | 1 | 0 | 3 | 4  | 7  | -3 |
| 8. Tranmere      | 1    | 4 | 0 | 1 | 3 | 2  | 8  | -6 |

- Ascoli e Notts County qualificati alle semifinali.

| 24 agosto 1994 | Ascoli | 1 – 1 | Notts County |  |

| 24 agosto 1994 | Lecce | 0 – 1 | Wolverhampton |  |

| 24 agosto 1994 | Tranmere | 2 – 2 | Venezia |  |

| 24 agosto 1994                                      | Swindon Town | 0 – 2             | Atalanta |  |
| \| \| \| \| \| \| Marcatori \| Saurini Fortunato \| |              |                   |          |  |
|                                                     |              |                   |          |  |
|                                                     | Marcatori    | Saurini Fortunato |          |  |

| 6 settembre 1994 | Notts County | 1 – 0 | Lecce |  |

| 6 settembre 1994                                  | Atalanta  | 2 – 0 | Tranmere |  |
| \| \| \| \| \| Montero Saurini \| Marcatori \| \| |           |       |          |  |
|                                                   |           |       |          |  |
| Montero Saurini                                   | Marcatori |       |          |  |

| 6 settembre 1994 | Wolverhampton | 0 – 1 | Ascoli |  |

| 6 settembre 1994 | Venezia | 1 – 0 | Swindon Town |  |

| 4 ottobre 1994 | Tranmere | 0 – 1 | Ascoli |  |

| 5 ottobre 1994 | Venezia | 2 – 1 | Wolverhampton |  |

| 5 ottobre 1994                              | Atalanta  | 1 – 1 | Notts County |  |
| \| \| \| \| \| Rodriguez \| Marcatori \| \| |           |       |              |  |
|                                             |           |       |              |  |
| Rodriguez                                   | Marcatori |       |              |  |

| 5 ottobre 1994 | Swindon Town | 3 – 1 | Lecce |  |

| 15 novembre 1994 | Notts County | 3 – 3 | Venezia |  |

| 15 novembre 1994 | Lecce | 3 – 0 | Tranmere |  |

| 15 novembre 1994                           | Wolverhampton | 1 – 1    | Atalanta |  |
| \| \| \| \| \| \| Marcatori \| Bonacina \| |               |          |          |  |
|                                            |               |          |          |  |
|                                            | Marcatori     | Bonacina |          |  |

| 15 novembre 1994 | Ascoli | 3 – 1 | Swindon Town |  |

### Girone B
| Squadra          | P.ti | G | V | N | P | GF | GS | DR  |
| ---------------- | ---- | - | - | - | - | -- | -- | --- |
| 1. Stoke City    | 10   | 4 | 3 | 1 | 0 | 10 | 2  | +8  |
| 2. Ancona        | 8    | 4 | 2 | 2 | 0 | 9  | 6  | +3  |
| 3. Derby County  | 7    | 4 | 2 | 1 | 1 | 11 | 5  | +6  |
| 4. Sheffield Utd | 5    | 4 | 1 | 2 | 1 | 10 | 8  | +2  |
| 5. Udinese       | 4    | 4 | 1 | 1 | 2 | 4  | 7  | -3  |
| 6. Middlesbrough | 3    | 4 | 0 | 3 | 1 | 2  | 4  | -2  |
| 7. Piacenza      | 3    | 4 | 0 | 3 | 1 | 3  | 7  | -4  |
| 8. Cesena        | 1    | 4 | 0 | 1 | 3 | 3  | 13 | -10 |

- Stoke City e Ancona qualificati alle semifinali.

| 24 agosto 1994 | Cesena | 0 – 2 | Stoke City |  |

| 24 agosto 1994 | Sheffield Utd | 1 – 2 | Udinese |  |

| 24 agosto 1994 | Middlesbrough | 0 – 0 | Piacenza |  |

| 24 agosto 1994 | Ancona | 2 – 1 | Derby County |  |

| 6 settembre 1994 | Derby County | 6 – 1 | Cesena |  |

| 6 settembre 1994 | Piacenza | 2 – 2 | Sheffield Utd |  |

| 6 settembre 1994 | Stoke City | 1 – 1 | Ancona |  |

| 18 ottobre 1994 | Udinese | 0 – 0 | Middlesbrough |  |

| 5 ottobre 1994 | Udinese | 1 – 3 | Stoke City |  |

| 5 ottobre 1994 | Sheffield Utd | 3 – 3 | Ancona |  |

| 5 ottobre 1994 | Piacenza | 1 – 1 | Derby County |  |

| 5 ottobre 1994 | Middlesbrough | 1 – 1 | Cesena |  |

| 15 novembre 1994 | Derby County | 3 – 1 | Udinese |  |

| 15 novembre 1994 | Cesena | 1 – 4 | Sheffield Utd |  |

| 15 novembre 1994 | Stoke City | 4 – 0 | Piacenza |  |

| 15 novembre 1994 | Ancona | 3 – 1 | Middlesbrough |  |

## Semifinali
| Squadra 1    | Totale | Squadra 2  | Andata | Ritorno         |
| ------------ | ------ | ---------- | ------ | --------------- |
| Ascoli       | 2 - 2  | Ancona     | 0 - 1  | 2 - 1           |
| Notts County | 0 - 0  | Stoke City | 0 - 0  | 0 - 0 (3-2 dcr) |

- Ascoli qualificato alla finale per la regola del gol in trasferta.

### Andata
| Ascoli Piceno 14 dicembre 1994 | Ascoli | 0 – 1 | Ancona | Stadio Del Duca |

| Nottingham 24 gennaio 1995 | Notts County | 0 – 0 | Stoke City | Meadow Lane |

### Ritorno
| Ancona 30 dicembre 1994 | Ancona | 1 – 2 | Ascoli | Stadio Del Conero |

| Stoke-on-Trent 31 gennaio 1995               | Stoke City           | 0 – 0 (d.t.s.) | Notts County | Britannia Stadium |
| \| \| \| \| \| \| Tiri di rigore 2 – 3 \| \| |                      |                |              |                   |
|                                              |                      |                |              |                   |
|                                              | Tiri di rigore 2 – 3 |                |              |                   |

## Finale
| Squadra 1 | Risultato | Squadra 2    |
| --------- | --------- | ------------ |
| Ascoli    | 1 - 2     | Notts County |

| Arbitro: | C. Agius (Malta) |

|               |           |                     |
| Mirabelli 33’ | Marcatori | 13’ Agana 45’ White |

|                 |    |                      |  |     |
|                 |    |                      |  |     |
| P               | 1  | Marco Bizzarri       |  |     |
| D               | 2  | Paolo Benetti        |  |     |
| D               | 5  | Carmelo Mancuso      |  | 62’ |
| D               | 6  | Luca Marcato         |  |     |
| D               | 3  | Carlo Pascucci       |  |     |
| C               | 4  | Francesco Zanoncelli |  |     |
| C               | 7  | Jonatan Binotto      |  | 77’ |
| C               | 8  | Giovanni Bosi        |  |     |
| C               | 11 | Massimiliano Favo    |  |     |
| A               | 9  | Oliver Bierhoff      |  |     |
| A               | 10 | Walter Mirabelli     |  |     |
| A disposizione: |    |                      |  |     |
| C               |    | Manuel Milana        |  | 62’ |
| A               | 12 | Michele Menolascina  |  | 77’ |
| Allenatore:     |    |                      |  |     |
| Alberto Bigon   |    |                      |  |     |

|                 |    |                 |     |     |
|                 |    |                 |     |     |
| P               | 1  | Steve Cherry    |     | 74’ |
| D               | 2  | Chris Short     |     |     |
| D               | 3  | Michael Johnson |     | 74’ |
| D               | 4  | Phil Turner     |     |     |
| D               | 5  | Shaun Murphy    |     |     |
| C               | 6  | Gary Mills      |     |     |
| C               | 7  | Paul Devlin     |     |     |
| A               | 8  | Tony Agana      | 87’ |     |
| C               | 9  | Michael Simpson |     |     |
| A               | 10 | Devon White     |     |     |
| C               | 11 | Andy Legg       |     |     |
| A disposizione: |    |                 |     |     |
| P               | 12 | Paul Reece      | 74’ |     |
| D               | 13 | Michael Enemalo | 74’ |     |
| D               | 14 | Tommy Gallagher | 87’ |     |
| Allenatore:     |    |                 |     |     |
| Howard Kendall  |    |                 |     |     |